# Manuel Penella Raga
Manuel Penella Raga (Masanasa, Valencia, 1847 -Valencia, 20 de abril de 1909) fue un compositor español, padre del también compositor Manuel Penella Moreno (1880-1939).

## Biografía
Estudió solfeo y flautín. Ingresó después en la banda municipal de Alicante. Pasó a Valencia de infantillo en el colegio del Patriarca y fue alumno en la Escuela de Música de la Sociedad de Amigos del País de Valencia. Allí fue discípulo del compositor y organista de la catedral de Valencia Pascual Pérez Gascón y, al morir este en 1864, lo sustituyó en la dirección de la Escuela Popular de Música de la Asociación Económica de Amigos del País de Valencia, origen del Conservatorio de la ciudad, del que fue profesor y director. 
Creó el conjunto vocal llamado Orfeón Valenciano y en 1899 pasó a ser profesor especial de música y canto de la Escuela Normal Superior de Maestros de Valencia. Creó asimismo la primera escuela municipal de música para niños. Escribió un Arte de tocar el piano.
Fue abuelo de la tiple cómica Teresita Silva, del periodista y escritor Manuel Penella de Silva y de Magdalena Penella Silva (casada esta con el político Ramón Ruiz Alonso), bisabuelo de las actrices Emma Penella, Elisa Montés y Terele Pávez y tatarabuelo de la también actriz Emma Ozores.